# Гражданская инициатива за национальные регионы
Гражданская инициатива за национальные регионы — Европейская гражданская инициатива по региональному развитию и правам меньшинств, сбор подписей за которую начат в 2019 году, завершён в 2021 году.

## Авторы
Инициатива выдвинута комитетом 12 граждан из 9 стран ЕС. Комитет возглавляет Балаз Изак из Румынии, его заместителем является Аттила Дабиш из Венгрии. В комитет входит, среди прочих, каталонский политик Жорди Чукла..

## Содержание инициативы
Политика выравнивания Евросоюза должна уделять особое внимание регионам, которые отличаются от окружающих национальными, этническими, культурными, религиозными или языковыми характеристиками, так, чтобы гарантировать их экономическое развитие и сохранение самобытных характеристик, для устойчивого развития ЕС и сохранения его культурного разнообразия.

## Тяжба о регистрации инициативы
Еврокомиссия изначально отказалась регистрировать инициативу, приняв в 2013 году решение № C(2013) 4975 о том, что инициатива выходит за рамки полномочий Комиссии выдвигать (в случае сбора достаточного числа подписей) законодательные предложения. Решение было обжаловано в суде. В разбирательстве приняли участие также Венгрия (поддержав авторов инициативы), Греция, Румыния и Словакия (поддержав Комиссию). Европейский суд общей юрисдикции изначально поддержал Комиссию, вынеся свое постановление по делу Izsak and Dabis v. Commission, No. T-529/13, в 2016 году. Однако, в 2019 году Европейский суд удовлетворил апелляцию на решение ЕСОЮ и отменил решение комиссии, в постановлении по делу № C-420/16. Разрешение данного судебного спора описывалось как «ожидавшееся с нетерпением» в авторитетном Блоге европейского права. Дело получило освещение, среди прочего, в журналах
«Maastricht Journal of European and Comparative Law» и «Hungarian Journal of Minority Studies».

## Сбор подписей
После постановления Европейского суда Комиссия приняла решение начать сбор подписей за инициативу. Сбор начался в мае 2019 года (онлайн — в июне) и должен был длиться до 7 мая 2020 года. По итогу на 7 мая 2020 года, онлайн было собрано 1 008 966 подписей; пороговое значение подписей достигнуто в 3 из 7 необходимых стран (Венгрии, Румынии, Словакии). В связи с эпидемией коронавируса, организаторы запросили Еврокомиссию о продлении срока сбора подписей. Срок сбора подписей для инициатив, собиравших их на 11 марта 2020 года, был продлён на 6 месяцев. Для данной инициативы продление означает новый предельный срок — 7 ноября 2020 года. К этому сроку необходимое число подписей было собрано онлайн также в Хорватии и Литве.  Затем Еврокомиссия одобрила новое продление сбора подписей, до 7 февраля 2021 года. К этому сроку необходимое число подписей было достигнуто также в Швеции, Испании, Словении и Латвии. В феврале 2021 года было дано последнее продление сбора подписей, до 7 мая. В результате необходимое число подписей было достигнуто также в Ирландии и Бельгии.